# Trimontium
Trimontium est le nom d'un ancien camp romain situé à Newstead, près de Melrose, en Écosse. Son nom « trium montium » (« trois montagnes ») vient des trois collines d'Eildon Hills. Trimontium, fondée vers 80, constituait une position avancée des Romains en Écosse. De 140 à 180, environ, le camp fut abandonné en raison de l'hostilité des Calédoniens[réf. nécessaire].

## La découverte du site

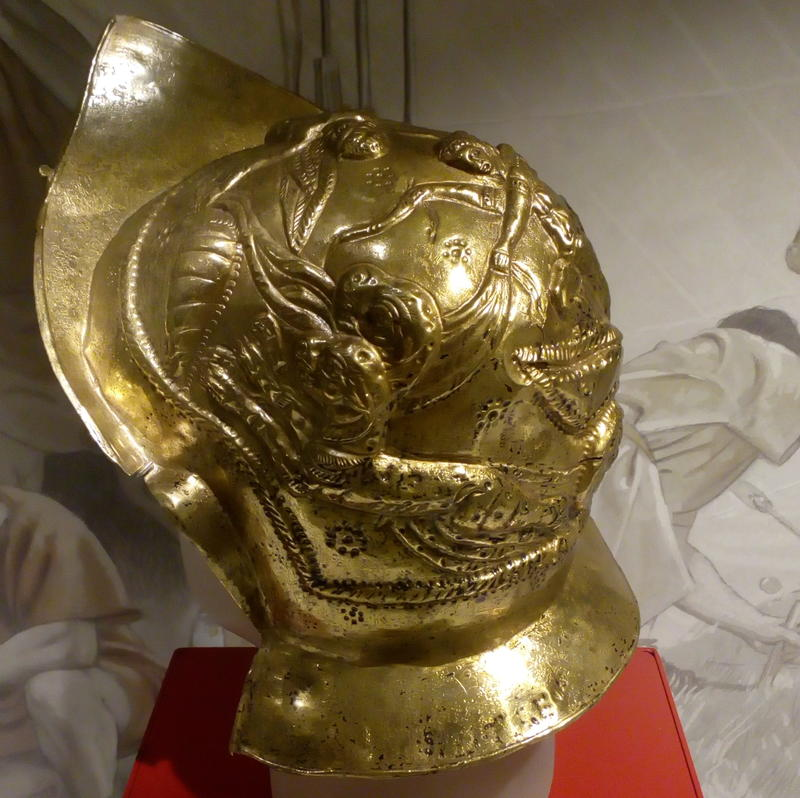
Casque datant entre 80 et 100 de notre ère découvert à Trimontium

Le site est déjà indiqué sur une carte de Ptolémée mais n'a jusque là pas été localisé, sauf par le général William Roy qui en 1761 note l'endroit sur sa propre carte, sans chercher plus avant. Quand le train est installé dans la région quelque 100 ans plus tard, un ouvrier irlandais découvre près de Newstead un pot étrange qu'il vend à un antiquaire pour quelques pennies. Pendant l'été 1904 un propriétaire local décide d'installer un drain dans un champ à moins de 2 km de Priowood, la maison des Curle. James et Alexander (en) Curle y font un tour avec une pelle, au cas où le hasard les ferait découvrir quelque antiquité. Les premières pelletées ne ramènent rien d'exceptionnel mais le fermier les dirige sur le champ voisin, qui a la réputation d'être très difficile à creuser. Là, les trouvailles sont un peu plus intéressantes - assez pour convaincre la Société des antiquaires de faire une fouille. La responsabilité de cette fouille sans grande conséquence prévue en est donnée à James, qui à l'époque n’est qu'un amateur éclairé sans notoriété particulière si ce n'est pour quelques articles plutôt bien notés sur les antiquités de Gotland qu'il a écrits dans les années 1890. James n'est d'ailleurs pas convaincu de la valeur du projet, et commence par refuser ; mais finalement accepte la tâche. 

Le premier coup de pelle de cette fouille est donné le 13 février 1905. James n'en attend tout au plus de quelques mois de travail. Mais ses découvertes l'entraînent sur cinq ans d'activité intensive et changent une bonne partie des vues sur l'archéologie écossaise.

## Découvertes archéologiques
Les fouilles menées par  James Curle entre février 1905 et septembre 1910 permettent des découvertes de premier ordre. On met au jour, notamment, les fondations de plusieurs camps successifs, en 80 lors de l'expédition d'Agricola, puis lors de la construction du mur d'Antonin par Quintus Lollius Urbicus jusqu'à la fin du règne de Commode, ce qui prouve le caractère militaire de Trimontium. Les découvertes faites en fouillant les puits et les fosses concernent également des armures romaines, des casques de cavalerie (dont le célèbre casque de Newstead (en)), des équipements de chevaux, un bon nombre de pièces romaines datées de la république et du Haut-Empire et des poteries. Cet ensemble illustre la remarquable organisation militaire de l'armée romaine dans le sud de l'Écosse. L'unité auxiliaire de cavalerie de Trimontium, l'ala Augusta Vocontiorum, était à l'origine constituées de nombreux Voconces de Gaule méridionale.
Entre 1989 et 1993, de nouvelles fouilles sont menées par le département des Sciences Archéologiques de l'université de Bradford.
De nombreux éléments découverts à Trimontium sont exposés au Museum of Scotland d'Édimbourg. On trouve aussi un musée consacré à Trimontium, dans la ville de Melrose.